# Kaminia
Kaminia (gr. Καμίνια) – wieś w Grecji, w południowo-wschodniej części wyspy Limnos, w administracji zdecentralizowanej Wyspy Egejskie, w regionie Wyspy Egejskie Północne, w jednostce regionalnej Limnos, w gminie Limnos. W 2011 roku liczyła 234 mieszkańców.
Niedaleko znajdują się ruiny starożytnego Poliochni. Jeden z wielu ośrodków turystycznych wyspy. W ścianie tamtejszego kościoła odnaleziono, w 1885, wmurowaną stelę, zwaną też Stelą z Lemnos. Ważkość znaleziska, wynika z tego, że została zapisana – jak się później okazało – w języku spokrewnionym, nie z greką, a z etruskim - językiem lemnijskim.